# Боби Ийкс
Боби Ийкс (на английски: Bobbie Eakes) е американска актриса и певица, станала известна с ролята си на Мейси Александър от американския сериал „Дързост и красота“. Има издадени два самостоятелни албума, както и два дуетни албума съвместно със своя колега от сериала „Дързост и красота“ Джеф Трахта. Снима се за американския сериал „Всички мои деца“. Заедно с колегата си Джон Маккук има съвместен дует „Heaven's just a step away“. През 2003 г. с него пристигат в България за откриването на фестивала МТФ „Златна ракла“. Боби е носителка на титлата „Мис Джорджия“ 1982.

## Дискография
- 1994 Bold and beautiful duets
- 1995 Duets II
- 1998 Here and now
- 2005 Something beautiful